# G-Police: Weapons of Justice
G-Police: Weapons of Justice è il seguito del videogioco di fantascienza G-Police. Prodotto dalla Psygnosis nel 1999, può essere inserito in diverse categorie, dallo sparatutto al simulatore di volo arcade. Il gioco riprende da dove è finito il primo episodio e mette a disposizione del giocatore nuovi mezzi ed armi, utilizzabili nelle 30 missioni del gioco.